# 北京地下鉄DKZ13型電車
北京地下鉄DKZ13型電車（ペキンちかてつ DKZ13 がたでんしゃ）は、北京地下鉄5号線で運転されている6両編成（3M3T）電車。2007年10月7日から運行開始。別名北京地下鉄TP4000系電車と呼ぶ。

## 概要
DKZ13型は、長春軌道客車と北京地鉄車両装備（元北京地鉄車輛廠）によって製造され、全部で61組（TP401-TP461、TP は太平莊（Tai Ping Zhuang）車両基地の拼音頭文字から来ている）で、各車両は全部で4組のドアで、電気内蔵門で、列車の両端に非常口がある。
その中の番号 TP401-TP421 と TP433-TP451 の列車は長春軌道客車が生産を担当し、番号 TP422-TP432 と TP452-TP461 の列車は北京地鉄車輛廠生産である。

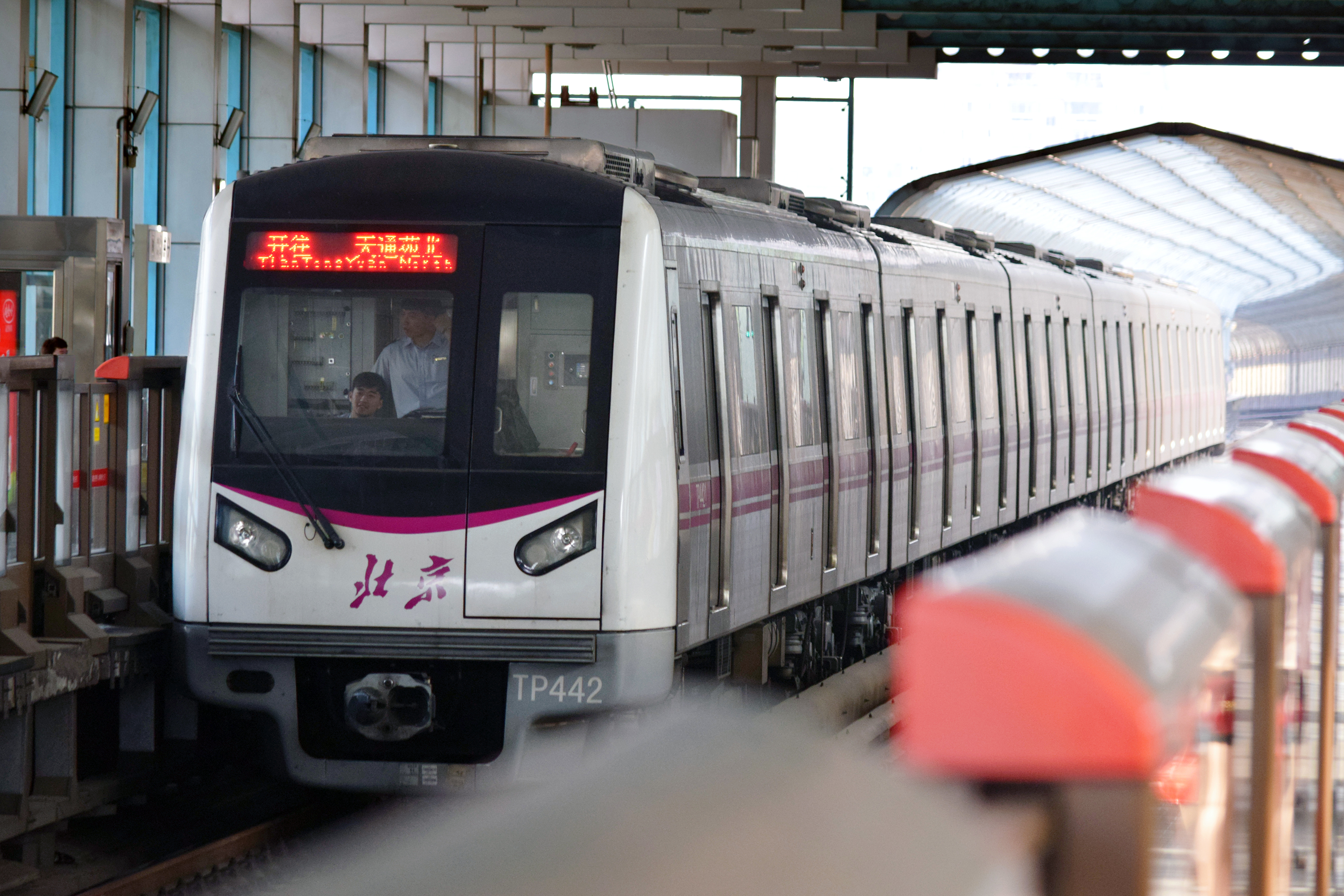
天通苑駅に停車中のDKZ13型電車

## 車体
車両の構造設計には、衝突エネルギー吸収エリアが設けられており、列車は 25 km/h の速度で他の静止列車と衝突した場合、運転手と乗客が傷害を受けず、車体の損傷が最小限になることが保証されている。端部の構造はエネルギー吸収機能を備えています。衝突事故が発生すると、台車端部の構造は、衝突によって発生したフックを超えたエネルギーを比較的低いレベルに吸収することができ、乗客が負傷する危険を最小限に抑えることができる。
客室には障害者用車椅子エリアと老人、子供、病気、身体障害、妊娠専用席がある。また、車両の通路ドアは乗客の移動をより便利にし、同時に車両の乗車率を向上。車内には自動新聞駅の液晶モニターがあり、液晶ディスプレイが駅に着くと表示され、音声新聞が表示される。客室に緊急事態が発生した場合、乗客は緊急警報システムを操作して運転手と対話し、状況を早急に解決するように確保することができる。車内には液晶テレビのリアルタイム放送システムがあり、情報を乗客に届ける。
- 運転台
- 車内の様子
- LEDフラッシュ図

## 機器類
制御装置は日立製作所元設計、2レベルIGBT素子VVVFインバータ（型式：VFI-HR2420E、容量：2×700 kVA）、車体片側から取り扱えるように北京地下鉄13号線 DKZ5・DKZ6 形用機器に似た「長手箱構造」としている。1本電車に3基インバータ（2・4・5号車）を装備し、電車の音は近鉄シリーズ21の日立インバータ搭載車に似ている。
VVVFインバータ装置の主回路システムは、2個モータ並列制御×2群方式（1C2M2群）とし、1～3位の駆動電動機および2～4位駆動電動機に独立して電力を並列供給する。また、速度センサーレスベクトルおよび全電気ブレーキ停止制御技術を採用により、応答速度が速くなることで回生率向上と粘着性能向上が実現した。

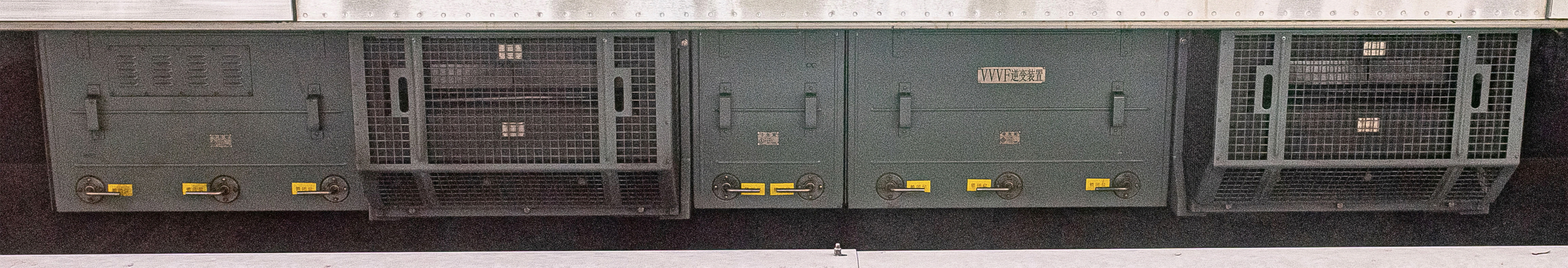
VVVFインバータ（VFI-HR2420E）

補助電源装置も日立製作所元設計、160 kVA 出力の2レベル静止形インバータ（型式：SVI-H116A）、1本電車に2基（1・6号車）を装備する。補助電源装置は、並列に接続して給電する運転制御方式を採用し、第三軌条レールのセクション通過時に片側の補助電源装置の直流入力が停電した場合でも、列車全体に安定して給電を続けることができる。2台の静止型インバータが正常な場合、インバータの間で負荷分担情報を通信し、負荷に最適な電源を供給する。静止型インバータ1台が故障した場合、もう1台の正常なインバータが6両編成の負荷に給電する。
以上の機器は、一次車（TP401-TP439）は日立製作所元の原産で、二次車（TP440-TP461）は西安永済日立電気設備の代理生産。
冷房装置は、1次車は日立製作所製、2次車は新誉軌道交通科技製、屋根上に取り付け、車両限界内に収めるため、薄型ユニット式空調装置を採用した。1本電車に冷房能力 25,000 kcal/hの冷房装置12基（2台/車両）を装備し、それぞれ屋根上両端に取り付けている。
保安装置は、導入時には Westinghouse Brake and Signal Company Ltd 製 TBS100（TBTC 方式）でしたが、故障が多発したことなどから、2019年4月から2020年3月まで、北京交控科技股份有限公司製 LCF300（CBTC 方式）に変更されました。

## 編成
両端の先頭車が制御車、中間車3両が電動車、1両が付随車からなる、MT比3M3Tの6両編成である。
|          | DKZ13← 宋家荘天通苑北 → |            |            |            |            |             |
| 号車     | 1                       | 2          | 3          | 4          | 5          | 6           |
| 形式     | TP4**1 (Tc)             | TP4**2 (M) | TP4**3 (T) | TP4**4 (M) | TP4**5 (M) | TP4**6 (Tc) |
| ユニット | 1                       | 1          | 2          | 2          | 3          | 3           |
| 主要機器 | SIV                     | VVVF CP    | -          | VVVF       | VVVF CP    | SIV         |
| 定員     | 226人                   | 243人      | 243人      | 243人      | 243人      | 226人       |

凡例　SIV：補助電源装置（静止形インバータ）
CP：電動空気圧縮機

## 改造

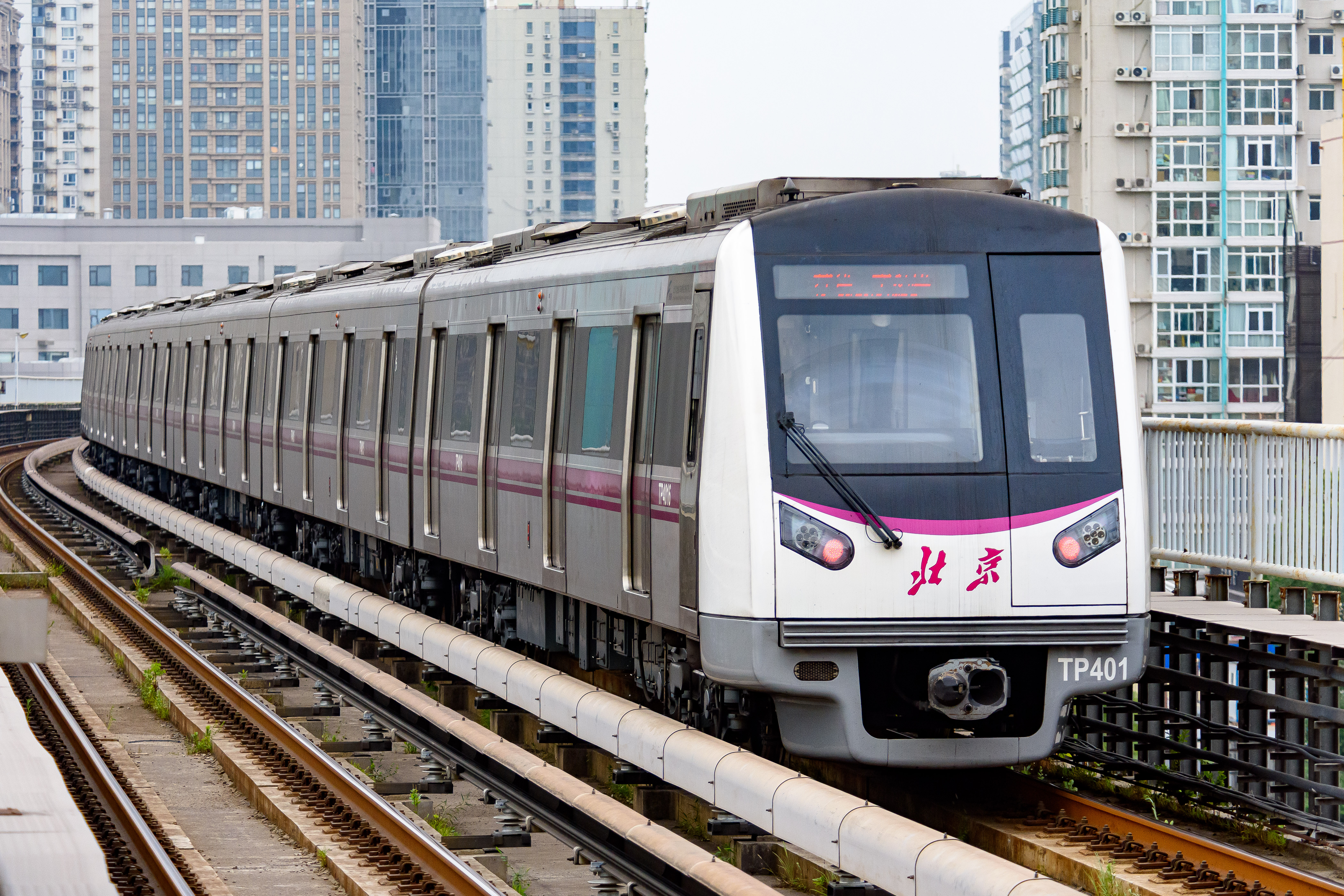
TP401編成

列車は2020年7月8日から続々と工場修理を開始し、客室の電子地図改造、車椅子固定器改造、座席の電気加熱改造などを含み。最初の更新車はTP401。
TP401は、VVVFインバータを国産化し、中車青島四方車両研究所製 SRTSP 71P 500011 型 IGBT-VVVF インバータに変更。